# Eupithecia alexandriana
Eupithecia alexandriana är en fjärilsart som beskrevs av Vardikyan 1972. Eupithecia alexandriana ingår i släktet Eupithecia och familjen mätare. Inga underarter finns listade i Catalogue of Life.